# Церковь Иоанна (Хельсинки)
Церковь Святого Иоанна (фин. Johanneksenkirkko, швед. Johanneskyrkan) — лютеранский храм в столице Финляндии — Хельсинки. Автор — архитектор Адольф Меландер.
Построен между 1888 и 1893 годом в неоготическом стиле. Является самой большой (по количеству сидячих мест) каменной церковью Финляндии.
Храм расположен в районе Улланлинна. Он был третьим по счёту лютеранским храмом в Хельсинки. Высота шпилей — 74 м.
Церковь известна своей великолепной акустикой. Внутри могут разместиться 2600 человек. Кроме прямого назначения она используется для проведения концертов и различных мероприятий.
Церковь Св. Иоанна расположена на холме, на котором на протяжении веков отмечался праздник Рождества Иоанна Крестителя.
В 1892 году известный финский композитор и дирижёр Оскар Мериканто служил в церкви органистом.